# Загазованість
Загазованість (рос. загазованность, англ. gas contamination, нім. Ausgasungswert m) – наявність у повітрі шкідливих та (чи) вибухонебезпечних газоподібних речовин у концентраціях, близьких чи вище гранично допустимих норм. Розрізняють загазованість місцеву (поширення загазованості на відстань 0,5-2 м від її джерела) та загальну (поширення загазованості на відстань понад 2 м від її джерела). 
ОСТ 51.81-82. пп. 40, 43, 44. 
Загазованість притаманна шахтній атмосфері та атмосфері кар'єрів. Загазованість зменшується (усувається) шляхом провітрювання гірничих виробок. 